# Isoperla zwicki
Isoperla zwicki is een steenvlieg uit de familie Perlodidae. De wetenschappelijke naam van de soort is voor het eerst geldig gepubliceerd in 2001 door Tierno de Figueroa & Fochetti.